# Ingolstadt–Kralupy–Litvínov Pipeline

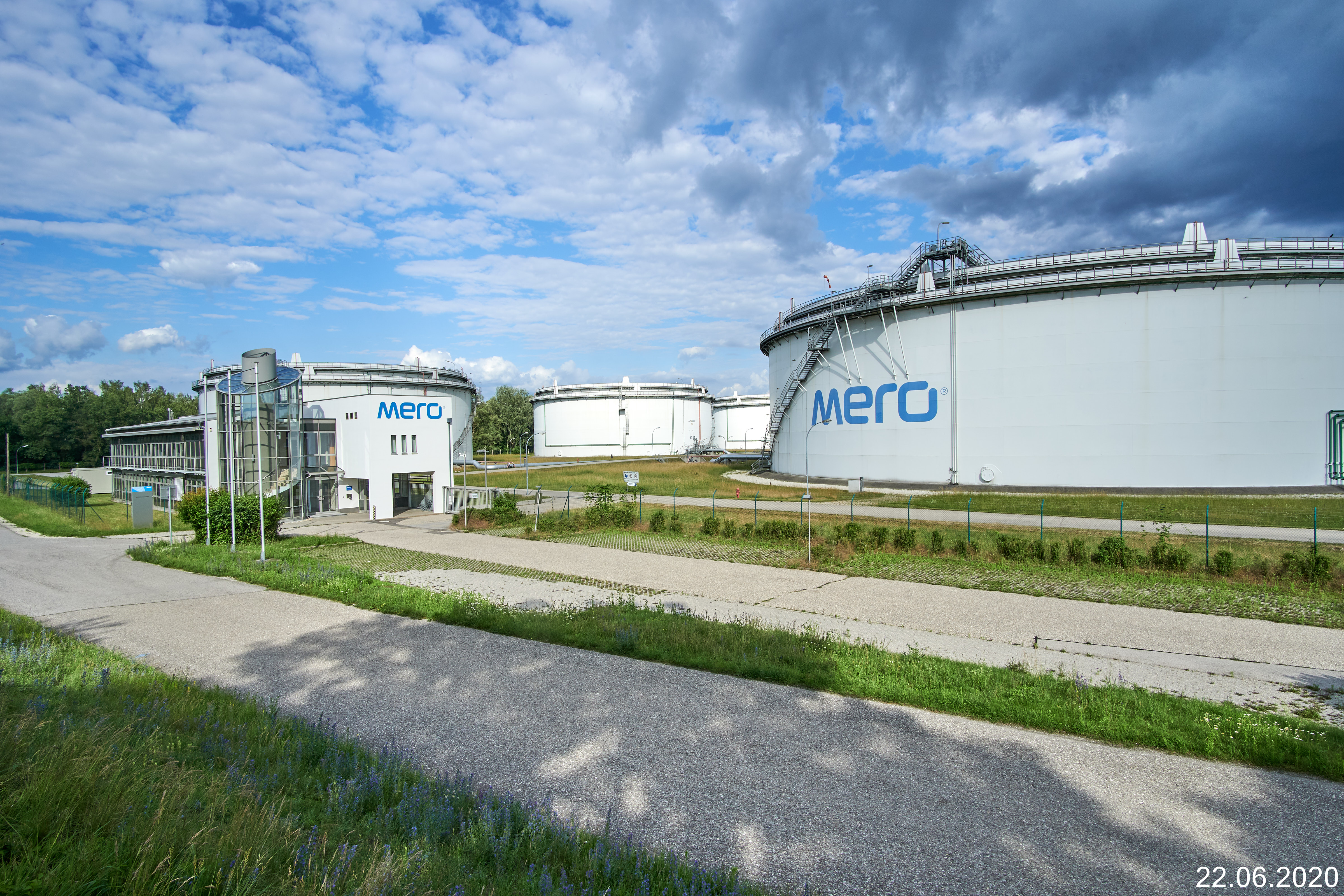
MERO Germany GmbH Rohöltanklager Vohburg

Die Ingolstadt–Kralupy–Litvínov Pipeline ist eine Erdöl-Pipeline vom Tanklager Vohburg an der Donau in Bayern zum zentralen tschechischen Rohöl-Tanklager Nelahozeves in der Nähe von Prag. Eine andere Bezeichnung dieser Leitung ist auch 'MERO IKL Pipeline' analog zum Betreiber Mitteleuropäische Rohölleitung (MERO).

## Geschichte und Trasse
Die ursprüngliche Planung sah tatsächlich eine Trasse von Ingolstadt über Kralupy nach Litvínov-Záluží vor, wurde jedoch geändert; die Bezeichnung wurde jedoch beibehalten, auch wenn die Pipeline die drei Orte nicht durchquert.
Die Pipeline führt über insgesamt 344 km, davon in Bayern 179 km, mit einem Durchmesser von 28 Zoll (DN 700) von Vohburg an der Donau nach Nelahozeves. Sie kreuzt auf diesem Wege in Deutschland die Flüsse Ilm, Abens, Donau (bei Stromkilometer 2358,72), Regen und Schwarzach und überquert die Mittelgebirge Bayerischen Wald und Oberpfälzer Wald, bevor sie in der Nähe von Waidhaus das Gebiet der Tschechischen Republik erreicht.
Die Genehmigung für den Bau erfolgte Ende 1994. Die offizielle Eröffnungszeremonie fand am 13. März 1996 statt.
Das durch die IKL transportierte Erdöl gelangt über die Transalpine Ölleitung (TAL) in das Tanklager Vohburg. Die Pumpstation Vohburg sorgt für den notwendigen Betriebsüberdruck und das ergibt gemeinsam mit der Leitung eine jährliche Rohöl-Transportkapazität von 10 Mio. Tonnen.
Eigentümerin der Pipeline ist die tschechische Aktiengesellschaft MERO ČR, a. s, deren Eigentümer das Finanzministerium der Tschechischen Republik ist. Die MERO Germany AG, im alleinigen Besitz der MERO ČR, a. s, ist die deutsche Betreibergesellschaft der Mitteleuropäischen Rohölleitung.
Im Jahre 2008 wurde eine weitere Pumpstation nahe Benešovice in Betrieb genommen. Sie dient dazu, die Transportkapazität der Pipeline von  10 Millionen Tonnen auf 11,5 Millionen Tonnen pro Jahr zu erhöhen. Dazu wurde eine Pumpstation neben der Trasse aufgebaut und angeschlossen. Die Pumpstation besteht aus zwei Molchschleusen und drei Pumpen mit einer elektrischen Leistung von je 1,45 MW.

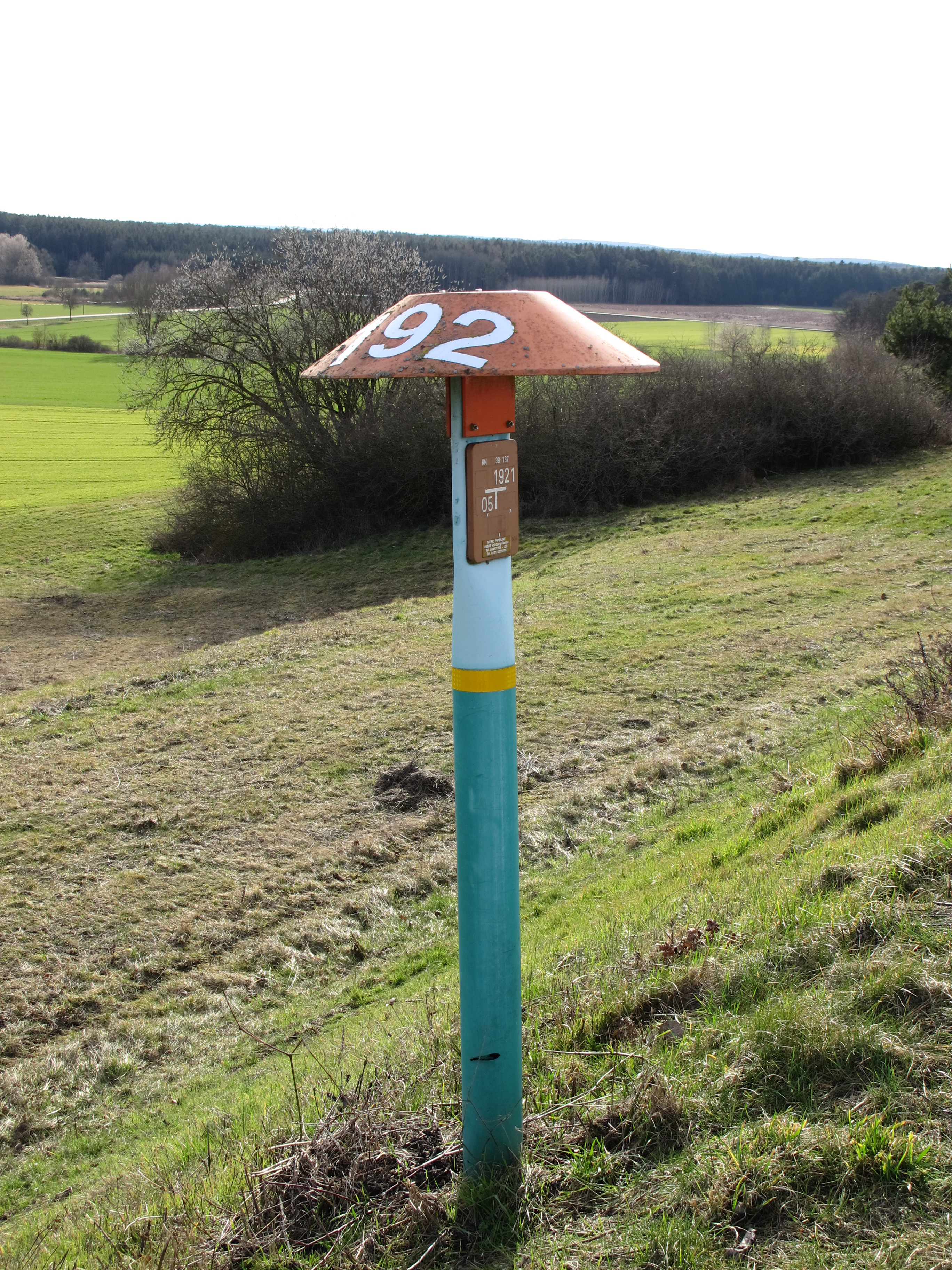
MERO-Markierungspfosten. Das rote „Dach“ oben dient als Orientierung für die Kontroll-Überflüge.

Der Trassenverlauf wird durch grüne Pfosten markiert. Diese besitzen ein rotes „Dach“ mit einer individuellen Nummer. Wenn die Leitung regelmäßig zu Kontrollzwecken mit einem Hubschrauber überflogen wird, dient diese Markierung als Orientierung.

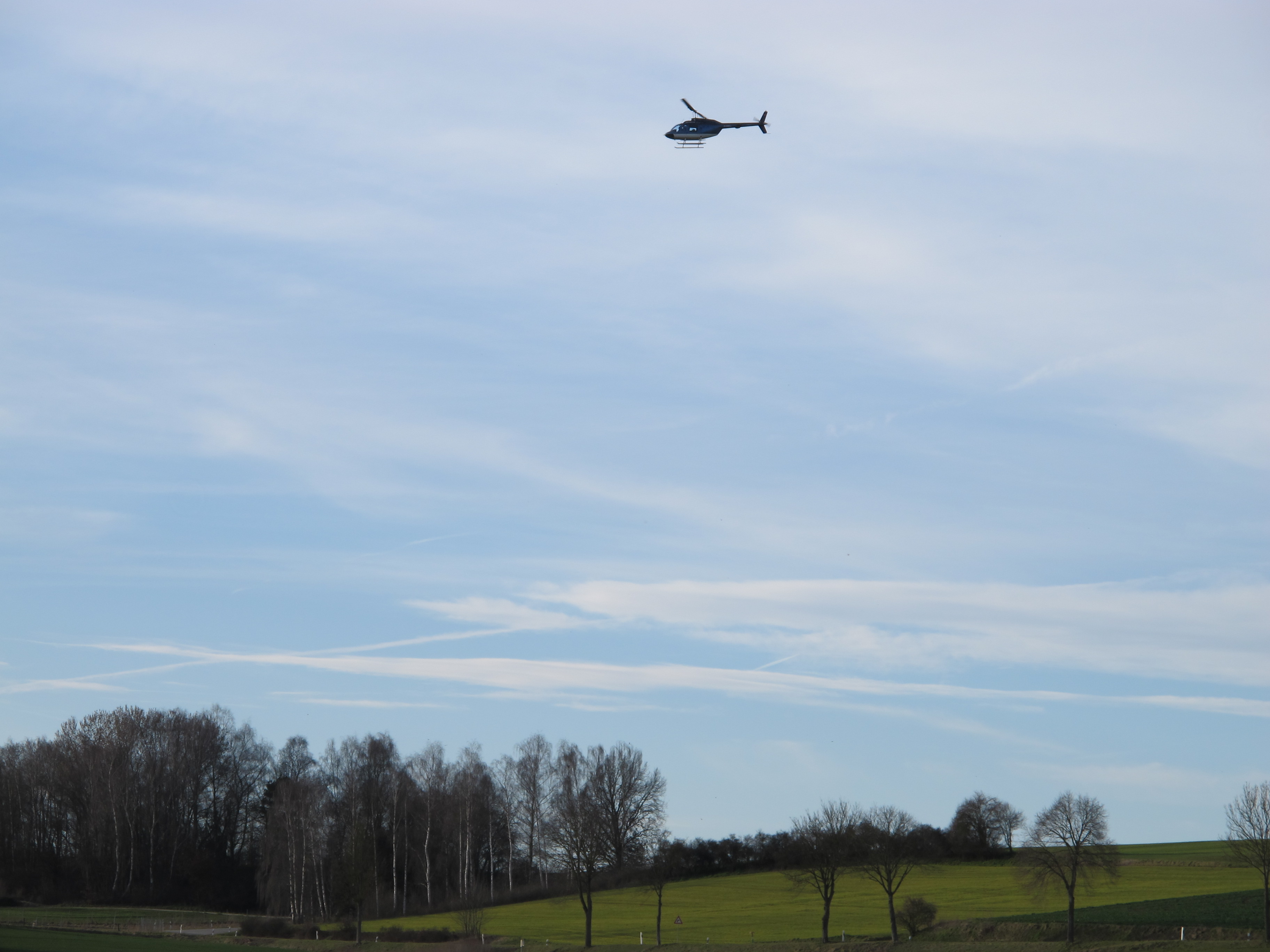
Kontrollflug entlang der MERO-Pipeline

## Technische Daten
Die Pipeline verfügt 2010 über folgende technische Daten:
| Gesamtlänge                       | 344 km                                                    |
| darunter                          | 165 km in Tschechien, 179 km in Bayern                    |
| Transportkapazität                | 10 Mio. Tonnen Rohöl / Jahr (auf 15 Mio. t/J erweiterbar) |
| Volumen der Pipeline              | 140.000 m³                                                |
| Durchmesser der Leitung           | DN 700                                                    |
| Wandstärke                        | 8,8 mm – 12,5 mm                                          |
| Material                          | Stahl (StE 480.7 TM)                                      |
| Transportgeschwindigkeit          | 0,5 – 1,2 m/s                                             |
| Betriebsdruck                     | 65 bar in Vohburg, 20 bar in Nelahozeves                  |
| Tanklager Vohburg                 | 200.000 m³ (3 × 40.000 m³, 1 × 80.000 m³)                 |
| Tanklager Nelahozeves             | 800.000 m³                                                |
| Kapazität der Pumpstation Vohburg | 1510 m³/h. bei 10 Mio. m³                                 |
| Anzahl der Schieberstationen      | 54, davon 28 in Bayern                                    |